# Drenovci (Dolneni)
Drenovci (macedónul: Дреновци) település Észak-Macedóniában, a Pelagonijai körzet Dolneni járásában.

## Népesség
| Lakosok száma | 833  | 790  | 761  | 616  | 376  | 261  | 238  | 231  | 235  |
|               | 1948 | 1953 | 1961 | 1971 | 1981 | 1991 | 1994 | 2002 | 2021 |

2002-ben 231 lakosa volt, akik mindannyian macedónok.